# Georgetown (Indiana)
Pour les articles homonymes, voir Georgetown.
Georgetown est une municipalité américaine située dans le comté de Floyd en Indiana. Lors du recensement de 2010, sa population est de 2 876 habitants.

## Géographie
Georgetown se trouve à proximité de la confluence des ruisseaux Georgetown et Indian Run dans le sud de l'Indiana.
Selon le Bureau du recensement des États-Unis, la municipalité s'étend en 2010 sur une superficie de 2,07 milles carrés (5,36 km2) dont 0,02 mille carré (0,05 km2) d'étendues d'eau.

## Histoire

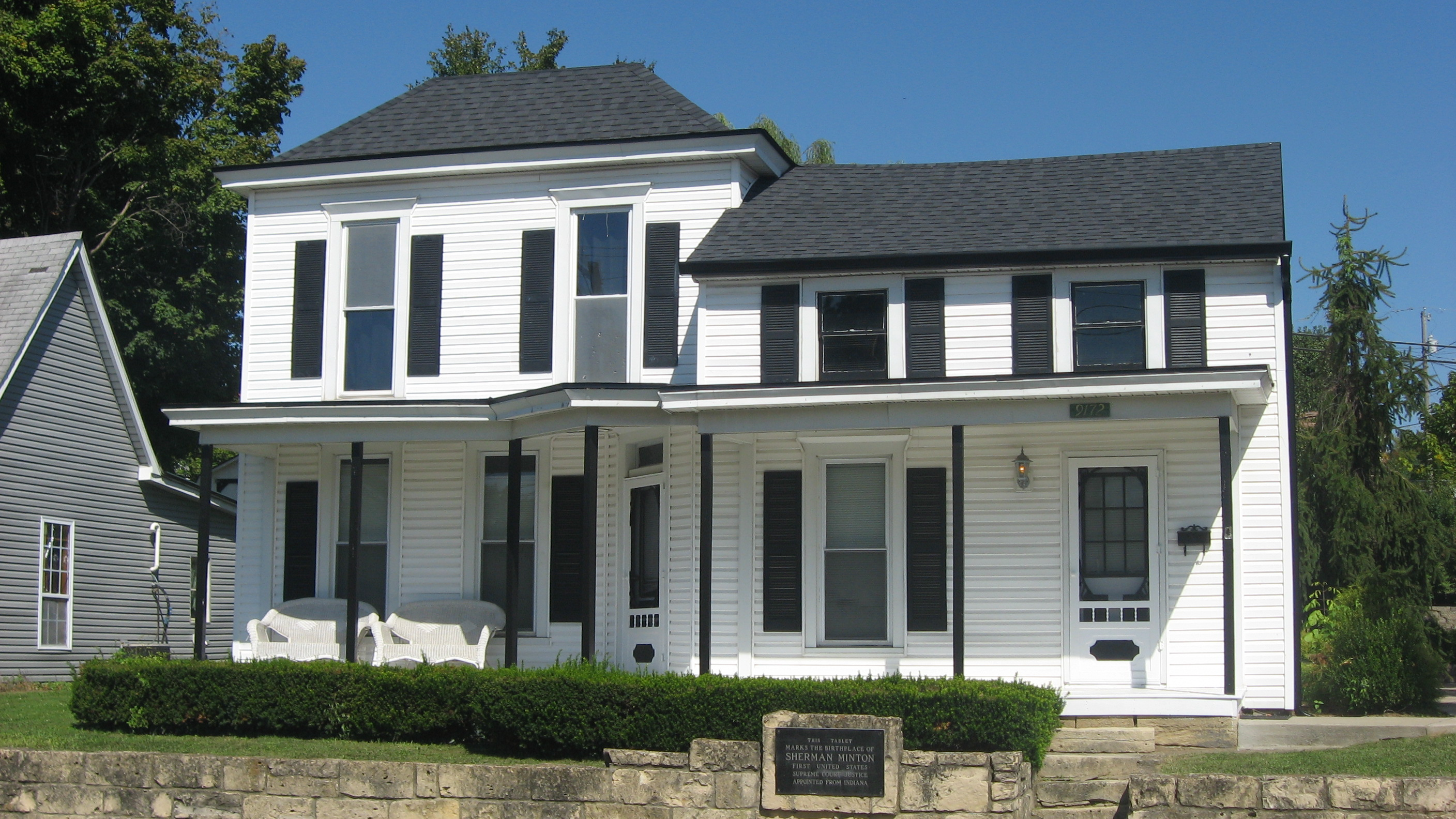
La maison de Sherman Minton.

Au début du XIXe siècle, la localité se développe grâce à sa situation sur la route de New Albany. George Waltz s'implante en 1807 sur le site actuel de Georgetown, qui sera nommée en son honneur. Georgetown est officiellement fondée en 1833, lorsque John Evans divise ses terres en lots et les vend. En 1881, le Louisville, New Albany and St. Louis Rilaroad atteint la ville.
Le centre historique de la ville, autour du centre commerçant situé sur la route d'État 64, est inscrit au Registre national des lieux historiques. Il comprend des bâtiments datant de 1835 aux années 1960. Parmi ceux-ci se trouve la maison de Sherman Minton, construite vers 1855 et qui a vu naître le sénateur et juge à la Cour suprême des États-Unis en 1890.